# Thiền
 (juin 2024).

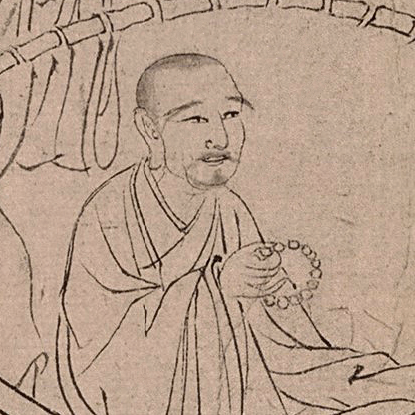
Portrait de l'Empereur Trần Nhân Tông, fondateur de l'école bouddhique Trúc Lâm au XIII

Thiền (vietnamien : 禪) ou Thiền Tông (禪宗) est le nom vietnamien du bouddhisme chan (branche du Mahāyāna) également connu sous le nom de « son » dans sa version coréenne et de « zen » dans sa version japonaise.

## Repères historiques
Le bouddhisme viêtnamien d’aujourd’hui offre l’image d’une religion où domine le culte du Bouddha A Di Đà (Amitābha) et des bodhisattvas, suivant les rites de l’école Tịnh Độ (Terre Pure), mais historiquement il s’agissait avant tout et pendant près de dix siècles d’un bouddhisme Zen, c’est-à-dire de l’école de la Méditation (Thiền tông). Thiền (chữ nho : 禪) est la translittération en vietnamien du terme chinois chán, qui lui-même est la traduction du sanskrit Dhyāna.
Le bouddhisme pénétra très tôt au Viêt Nam par voie maritime, par les marchands et les moines venus de l’Inde du Sud, et se développa si bien que le centre Luy Lâu (vi) (羸婁) de Jiaozhi devint au IIe siècle un centre bouddhique réputé. Le premier moine thiền, Khương Tăng Hội (康僧會) (début du IIIe siècle) était originaire de Sogdiane mais né au Jiaozhi, où étaient venus commercer ses parents. Sa connaissance du sanskrit, du chinois et du vietnamien lui permit de traduire un grand nombre de sutras en partie au Viêt Nam et en Chine du Sud, où il passa le reste de sa vie.
Cependant, le moine souvent considéré comme le premier patriarche thiền est Tì-ni-đa-lưu-chi (vi) (sanskrit : विनीतरुचि Vinītaruci, vi. : 毘尼多流支) (VIe siècle), originaire de l’Inde du Sud, et ancien brahmane, venu en Chine d’abord à Chang'an (capitale de la dynastie Tang, aujourd'hui Xi'an) puis dans la province du Hunan. Là, il rencontra le troisième patriarche Tăng Xán (Sengcan), qui lui transmit le sceau spirituel (tâm ấn) et le pressa d’aller vers le Sud. C’est ainsi que Tỳ Ni Đa Lưu Chi arriva à la province de Giao Châu (vi) puis s’établit à la pagode Pháp Vân, du village de Cổ Châu dans la province de Bắc Ninh. Il transmit lui-même le sceau à son premier disciple Pháp Hiền (vi), et sa lignée se perpétuera jusqu’à nos jours.
Au IXe siècle, la deuxième école Thiền fut fondée par le moine Vô Ngôn Thông (vi), arrivé de Chine.
À partir du Xe siècle, avec l’indépendance du pays et l’essor du bouddhisme dans ses deux formes Thiền et Mật tông (tantrisme), plusieurs moines devinrent conseillers à la Cour, comme Khuông Việt, Pháp Thuận et Vạn Hạnh, sous les dynasties Đinh, Lê et Lý.
Au XIe siècle, une troisième école Thiền fut fondé par Thảo Đường (vi) (chinois : 草堂 ; pinyin : cǎotáng), un moine chinois de l’école Vân Môn, capturé par hasard lors d’une campagne dans le Royaume de Champa.
Mais c’est surtout sous la dynastie Trần (XIIIe siècle), que le pays, et parallèlement le bouddhisme, connurent ce que l’on peut appeler un « âge d’or ».
En effet, les rois des dynasties Thái Tông (vi) et Nhân Tông (vi) avaient une connaissance approfondie et une pratique assidue du Dharma, tout en menant de front les affaires politiques du pays, notamment la lutte contre l’invasion mongole. Le bouddhisme constituait alors à la fois un ciment pour la société et un pilier pour le pays, grâce à sa force morale et son caractère engagé dans le monde.
Les rois Trần avaient l’habitude de se retirer tôt de leur trône, afin de suivre sereinement la voie monastique. Une école Thiền spécifiquement vietnamienne, l'école Trúc Lâm (vi) (Forêt de bambous), fut fondé par le roi Trần Nhân Tông. Celui-ci écrivit plusieurs recueils poétiques, dont le fameux « Cư trần lạc đạo » (Le Bonheur de la Voie dans le monde)
L’école Trúc Lâm commença à décliner à partir du XIVe siècle, mais connut un renouveau au XVIIe siècle grâce au maître Chân Nguyên, puis dans la période contemporaine, sous l’impulsion de Thích Thanh Từ (en); ce dernier et maître Thích Nhất Hạnh sont actuellement les deux maîtres Thiền vietnamiens les plus connus.
Ce dernier, de la lignée Lâm Tế (Linji en Chine, Rinzai au Japon) développée par le maître Liễu Quán (vi) (XVIIe-XVIIIe siècle), a contribué à faire connaître au monde une méthode plus adaptée à la vie moderne, la « pleine conscience ».

## Citations

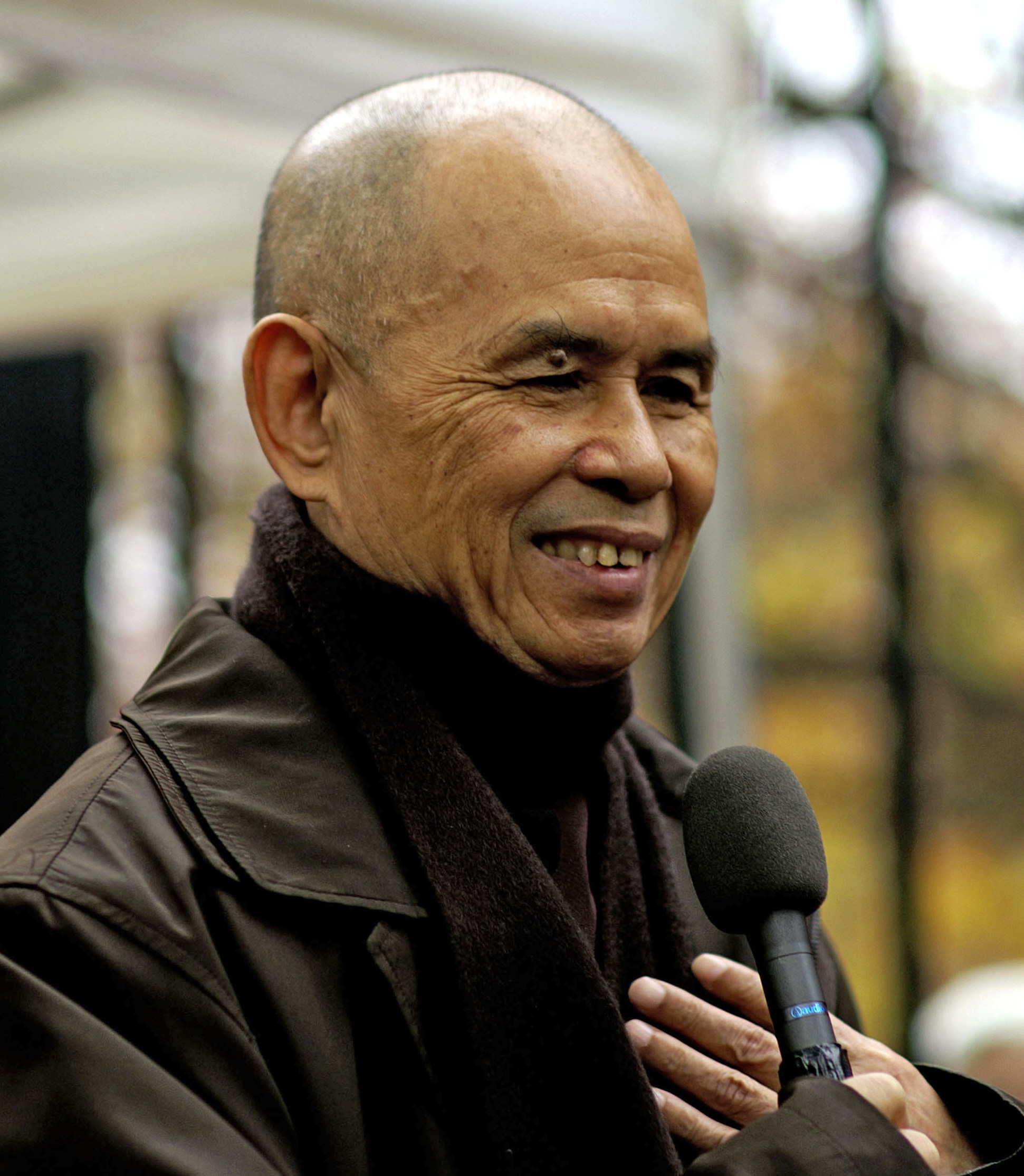
Thich Nhat Hanh.

- « Silencieux et solitaire
 Telle était sa nature.
 L'esprit libre,
 Le cœur sans attachements,
 Comme une torche éclairant dans la nuit noire,
 Il savait comment réveiller le monde.
 Surmontant tous les obstacles, il est allé très loin
 Tout en étant libre des choses mondaines. 
 Gatha de Sun Chuo , un lettré du royaume de Wu, parlant de Tăng Hội »[2]

- « La méditation, ce n’est pas échapper à la société, mais revenir à nous-mêmes et voir ce qui se passe. Une fois qu’on voit, il faut agir. Avec la pleine conscience, nous savons ce qu’il faut faire et ce qu’il ne faut pas faire pour aider. Thich Nhat Hanh  »